# Lago di Santa Maria (Svizzera)
Il lago di Santa Maria (in romancio lai da Sontga Maria, pronuncia romancia sursilvana [ˌlaɪ̯dɐˈsɔncɐmɐˌʁijɐ], ) è un lago artificiale presso il passo del Lucomagno (1.926 m) al confine tra Canton Ticino e Grigioni.

## Caratteristiche
Il lago è nato nel 1968 in seguito alla costruzione della diga di Santa Maria costruita dal Kraftwerke Vorderrhein AG di Disentis e dall'Ovra Electrica Rein Anteriur SA di Tiefencastel; il lago è in gran parte nei Grigioni nel comune di Medel e una piccola parte è in Canton Ticino nel comune di Blenio.
Il muro della diga di Santa Maria del lago si sposta di circa 8 cm all'anno a causa della temperatura e della pressione dell'acqua del bacino.

## Galleria d'immagini

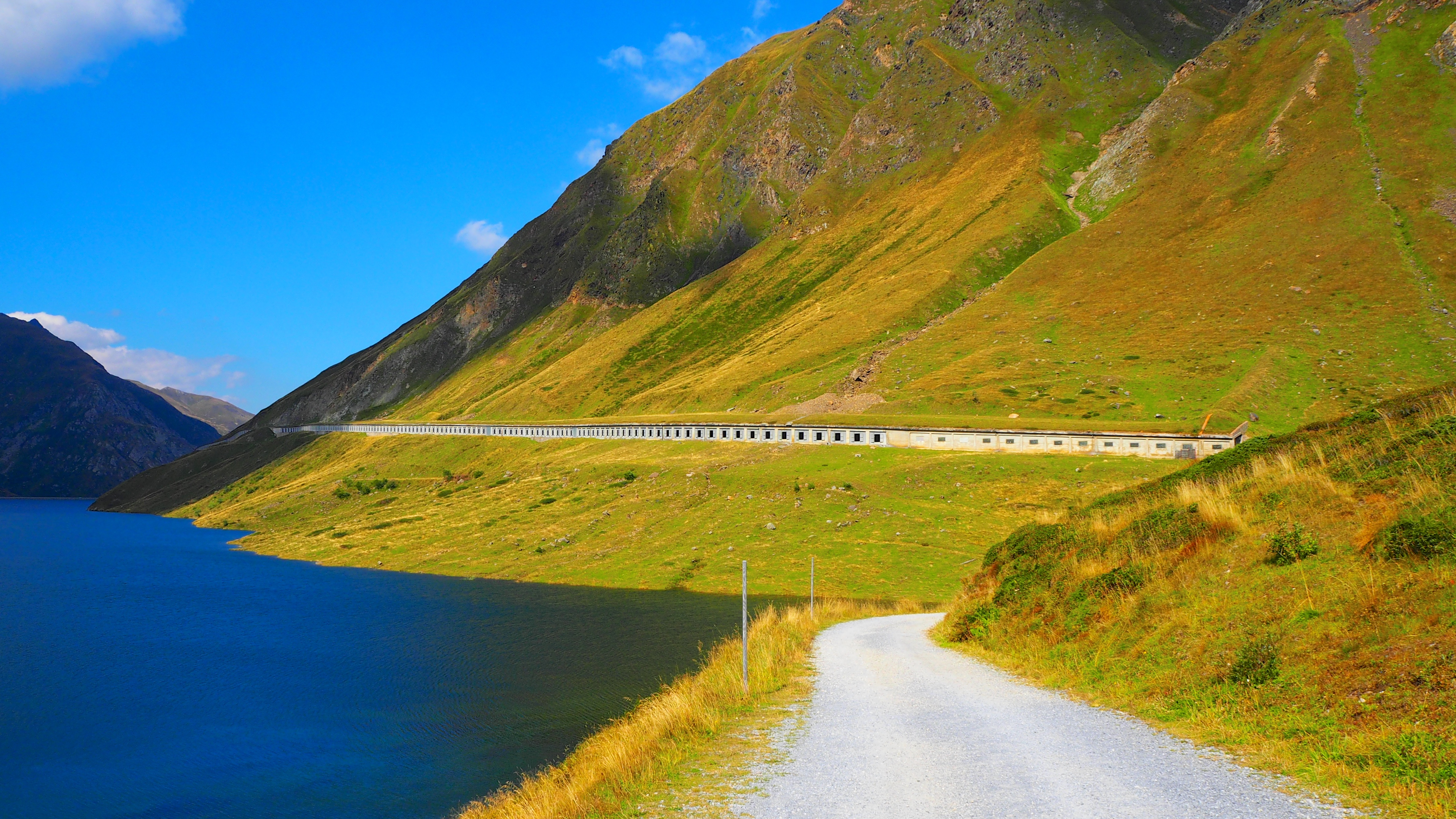
Protezione valanghe sulla strada sulla costa ovest del lago
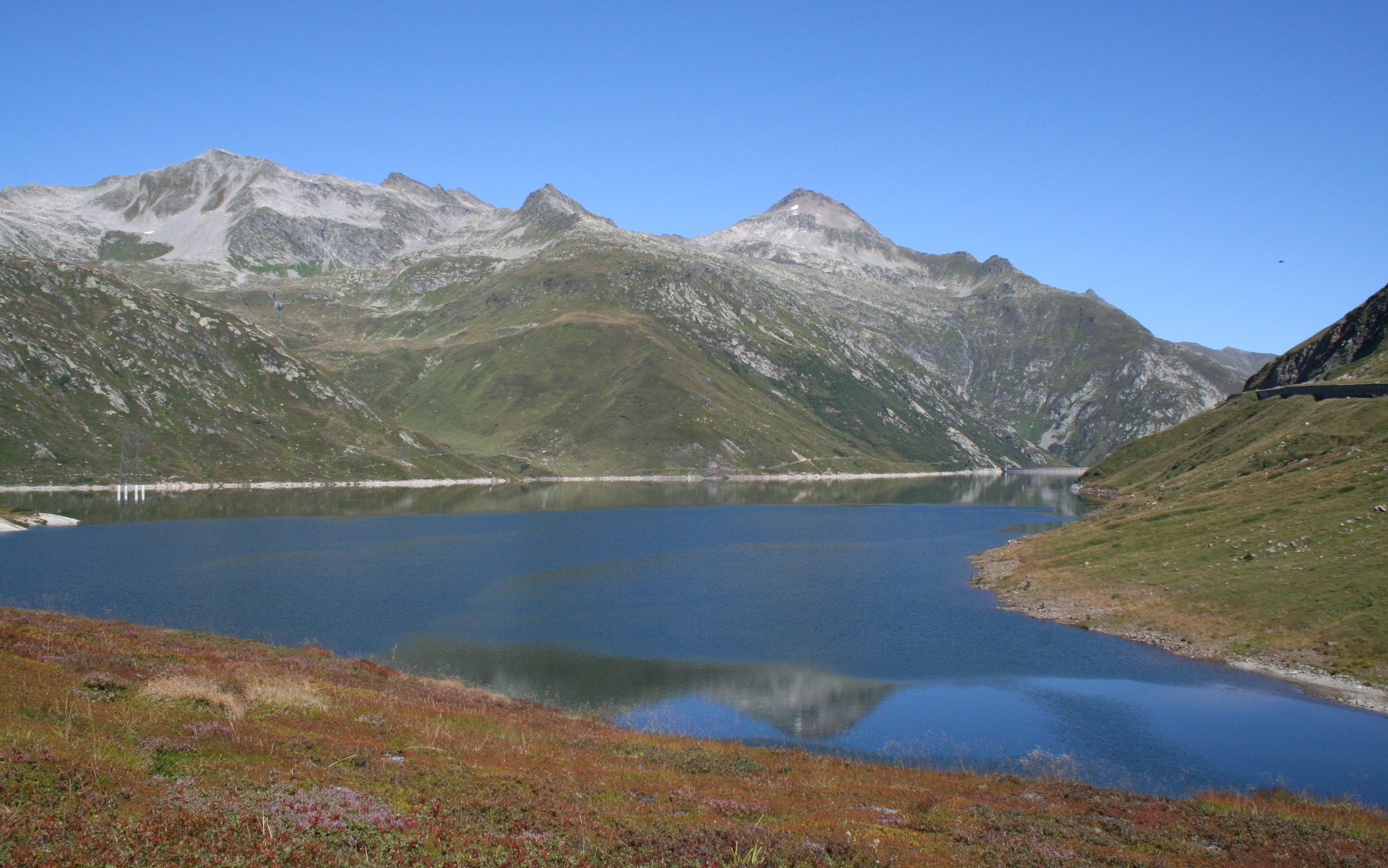
Vista dal lago verso sud
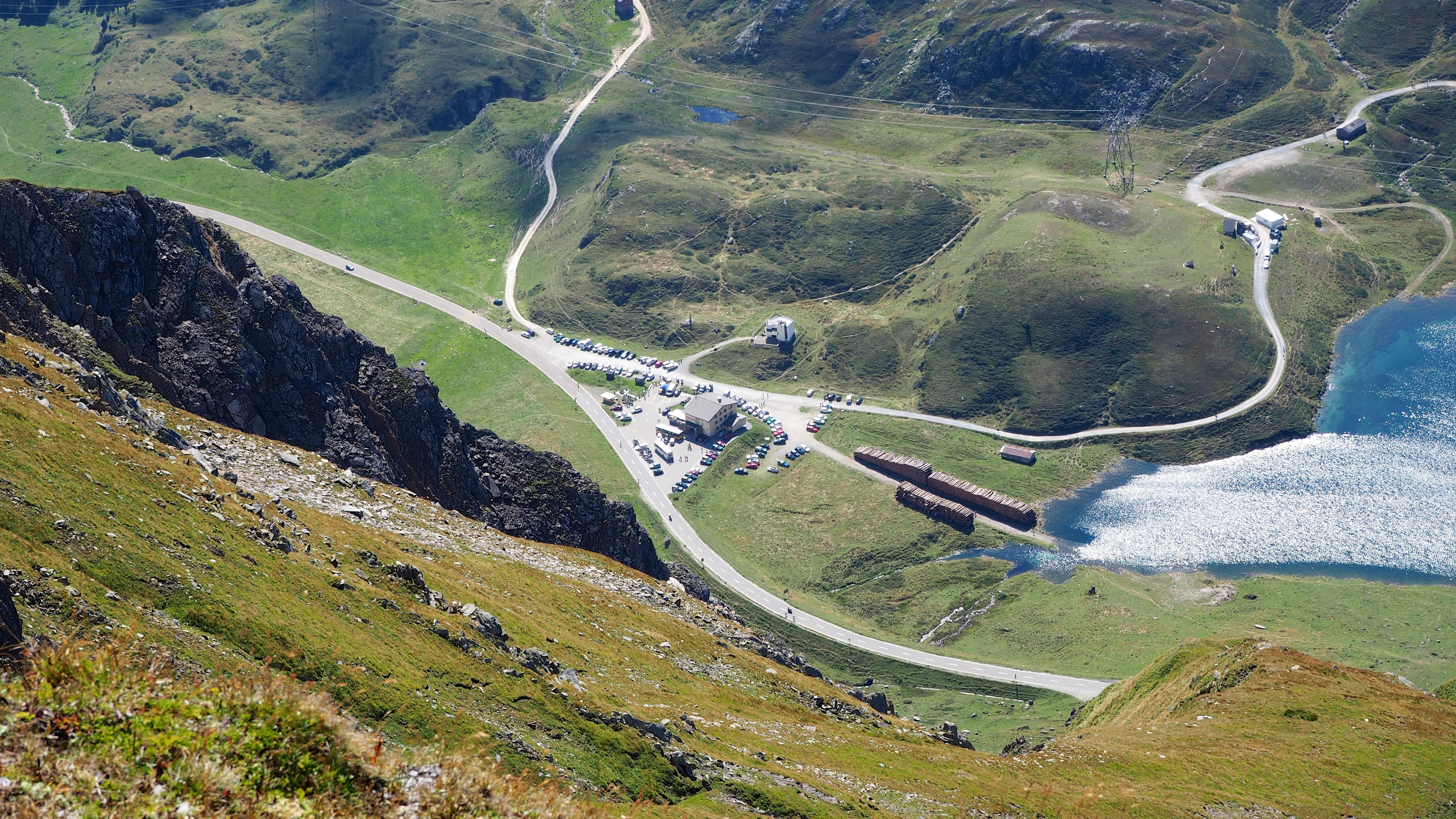
Il passo del Lucomagno e la breve costa sud (ticinese) del lago
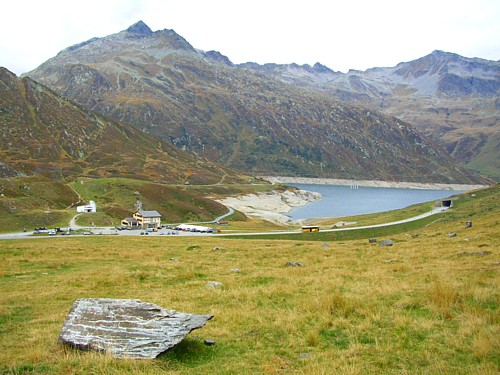
Il passo del Lucomagno e la breve costa sud (ticinese) del lago
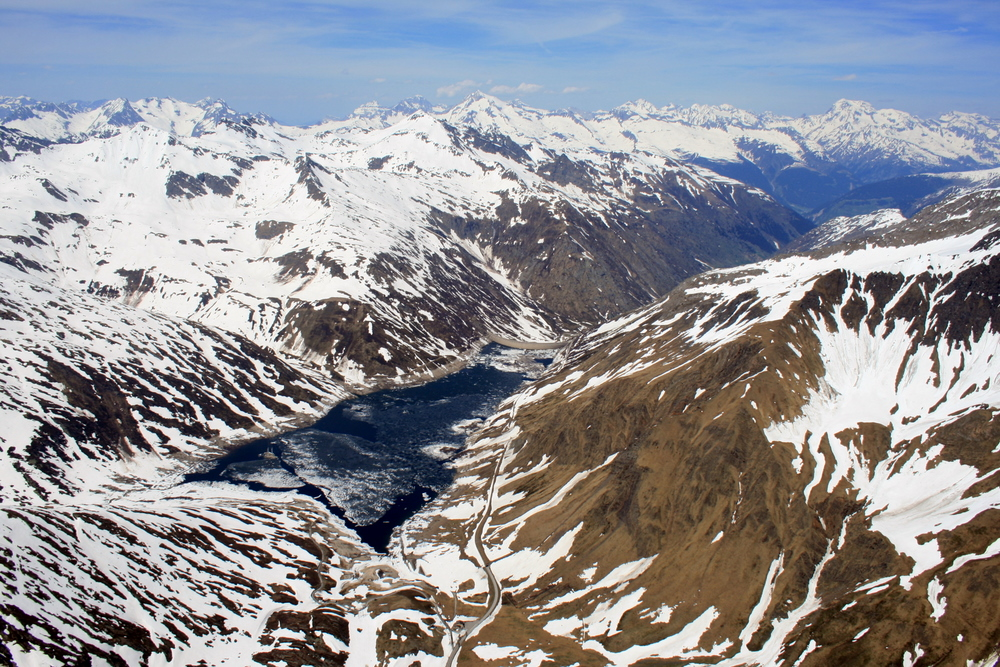
Vista invernale del lago verso nord
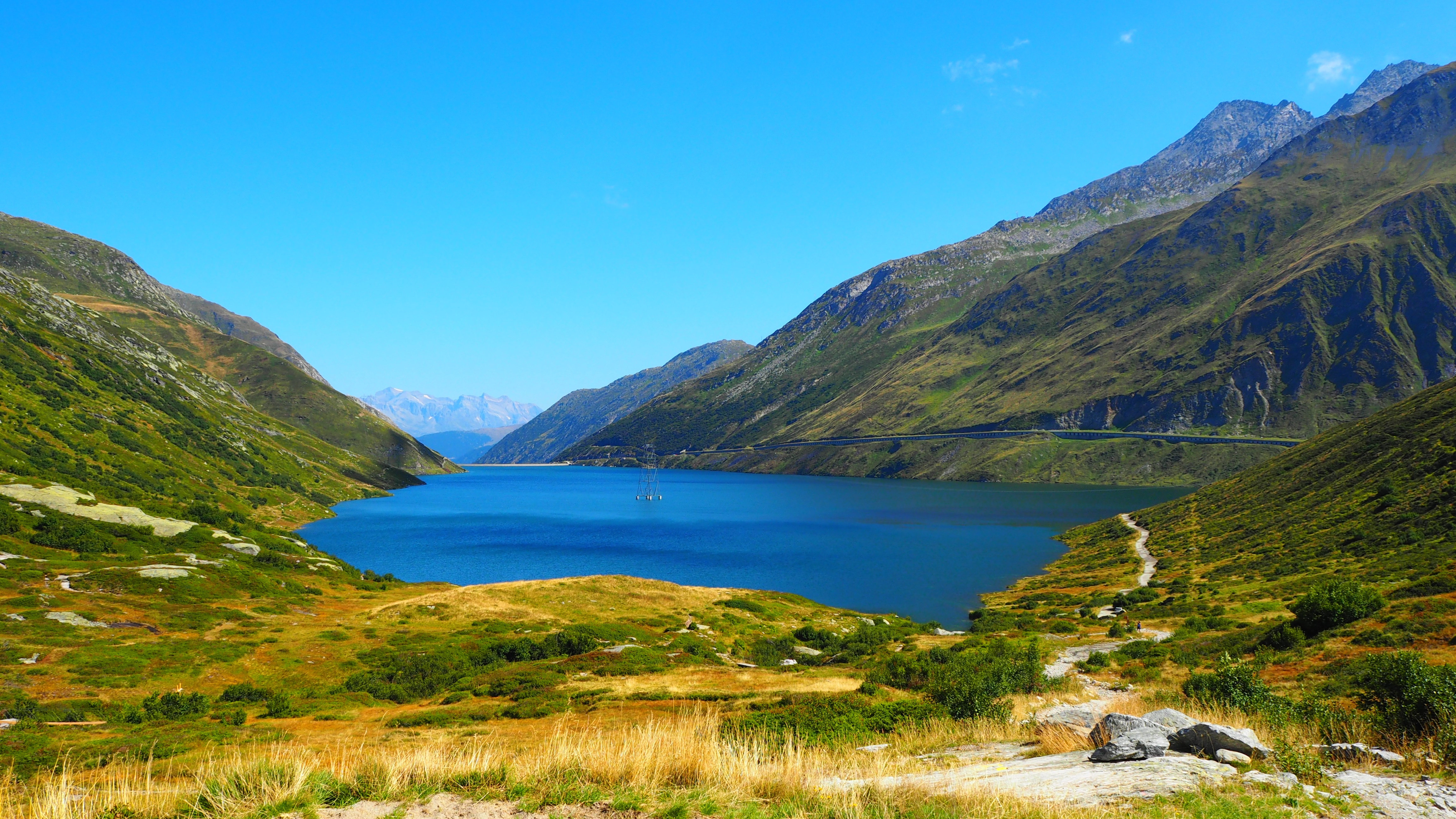
Il lago visto dalla costa ticinese